# 田渕法明
田渕 法明（たぶち のりあき、1983年10月7日 - ）は、日本の俳優である。

## 人物
ブルーシャトル所属。以下、特記なき限り、公式プロフィールを出典とする。
特技は空手道、ジャズダンス。

## 出演

### 舞台
2008年
- 演劇ユニットアクサル『WILD ADAPTER』

2009年
- 演劇ユニットアクサル『BANANA FISH』
- 劇団925『福喜多さんちの三兄弟』
- ピースピットvol.10『TRUMP』初演 - ソフィ／ウル 役

2010年
- 福喜多さんちの三兄弟2
- 演劇ユニットアクサル『八犬伝』
- てらりすと『人デナシノ唄』 - ゲスト出演
- 一人芝居『廻る！すねいく郎』
- 伊藤えん魔プロデュース『蒲田行進曲』 - 小夏 役

2011年
- ルルの海
- 福喜多さんちの三兄弟3

2012年
- 福喜多さんちの三兄弟4
- ミュージカル『スーホの白い馬』

2013年
- ブルーシャトルプロデュース公演『ゼロ』
- ブルーシャトルプロデュース公演『ゼロ・ファイター』

2014年
- ブラック★タイツ『桜×心中-再炎-』
- 福喜多さんちの三兄弟7
- ブルーシャトルプロデュース公演『零式』
- ブルーシャトルプロデュース公演『壬生狼』 - 土方歳三 役

2015年
- 福喜多さんちの三兄弟8
- メイシアタープロデュース公演SHOW劇場vol.9
- sunday play 日本の名作♯３『やぶのなか』
- BLACK★TIGHTS EntertainmentMusical vol.4 『ラグナロク』 - 主演
- Patch stage vol.7『幽悲伝』 - 陽向 役
- ブルーシャトルプロデュース公演『幸村〜真田戦記〜』

2016年
- 福喜多さんちの三兄弟9 - 映像出演
- THE PLAN9　15周年記念公演『ブルース』
- まんが昭和むかしばなし 舞台『愛しの貧乏神』

2017年
- 聖地ポーカーズ魄/hack　舞台版『ハコオンナ』
- 「ハーメルンの笛吹き男」 - 笛吹き男 役
- 劇団925『福喜多さんちの三兄弟10』
- 劇団925『福喜多さんちの三兄弟～番外編～』 - 脚本提供

2018年
- 劇団925『福喜多さんちの三兄弟11』
- 劇団925『福喜多さんちの三兄弟最終回』
- TAAC「正義姦」
- ミュージカル「ペリクリーズ」 - 主演
- RINCO PRODUCE STAGE「リミット・オブ・タイムラグ」
- ブルーシャトルプロデュース公演『新選組』
- 砂岡事務所プロデュース「東海道四谷怪談」 - お岩/彦兵衛/づぶ六役

2019年
- ブルーシャトルプロデュース公演『新選組』完結編 - 芹沢鴨/松本良順 役
- 舞台「信長の野望・大志 夢幻〜本能寺の変〜」 - 毛利輝元 役
- ブルーシャトルプロデュース公演『戦場の翼』
- 舞台「大正浪漫探偵譚 -万華鏡への招待状-」（9月11日 - 16日） - 火山和茂 役
- 聖地ポーカーズ「eleven2019」（11月 - 12月） - 主演
- 極上文學 第14弾「桜の森の満開の下」〜孤独〜（12月） - ツミ夜姫/ミレン/アコガレ 役

2020年
- ブルーシャトルプロデュース公演「新選組リメンバー」 - 芹沢鴨 役

2024年
- ブルーシャトルプロデュース『松陰狂詩曲』 - 久坂玄瑞 役[2]